# Myrothamnus
Myrothamnus (Welw., 1859) è l'unico genere di piante appartenente alla famiglia Myrothamnaceae, inclusa a sua volta nell'ordine Gunnerales. A questo genere sono assegnate solo due specie, diffuse in Africa meridionale e Madagascar.

## Descrizione

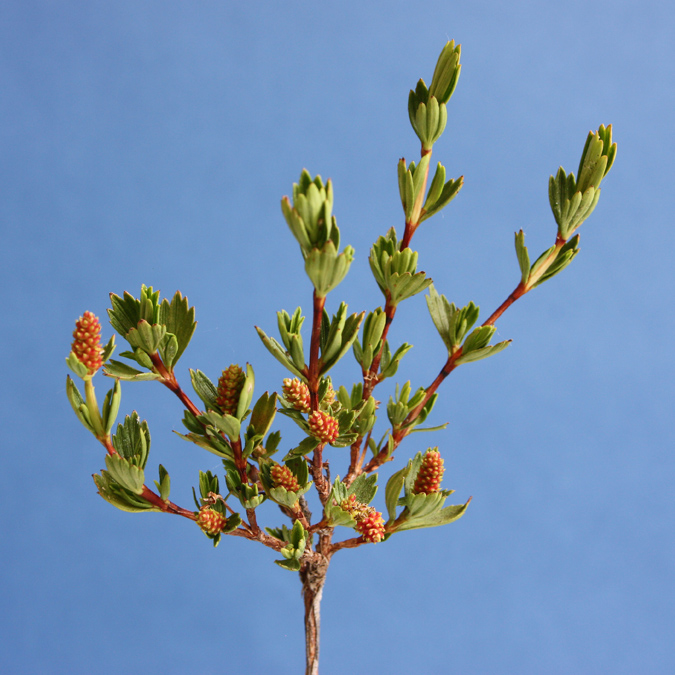
Myrothamnus flabellifolius

Le piante di questo genere sono piccoli cespugli xerofiti.

## Distribuzione e habitat
Il genere Myrothamnus è presente nelle parti meridionali dell'Africa tropicale e in Madagascar.

## Tassonomia

### Specie
Al genere Myrothamnus sono assegnate le due seguenti specie:
- Myrothamnus flabellifolius (Welw., 1859) - diffusa da Congo e Kenya al Sudafrica.
- Myrothamnus moschata ((Baill.) Baill., 1870) - endemica del Madagascar.

### Relazioni
Nel sistema Cronquist la famiglia Myrothamnaceae era inclusa nell'ordine Hamamelidales.
Gli studi di filogenesi molecolare indicano che il genere Myrothamnus non è strettamente correlato alle piante della famiglia Hamamelidaceae né ad alcuna altra famiglia inclusa nell'ordine delle Hamamelidales, ma piuttosto è strettamente correlato alle piante del genere Gunnera.
Nel sistema APG II (2003) il genere è assegnato alla famiglia Gunneraceae o in alternativa alla famiglia segregata riconosciuta Myrothamnaceae.
Nel sistema APG III (2009) si preferisce la circoscrizione più ristretta, considerando distinte le due famiglie, scelta confermata anche nel più recente sistema APG IV.